# Scaletta Zanclea
Scaletta Zanclea là một đô thị ở tỉnh Messina trong vùng Sicilia của Italia, có vị trí cách khoảng 180 km về phía đông của Palermo và vào khoảng 15 km về phía tây nam của Messina. Tại thời điểm ngày 31 tháng 12 năm 2004, đô thị này có dân số 2.511 người và diện tích là 5 km².
Đô thị Scaletta Zanclea có các frazione (subdivision) Scaletta Superiore.
Scaletta Zanclea giáp các đô thị: Itala, Messina.